# Croissance intensive
Une croissance intensive est une croissance économique due à une meilleure efficacité dans la production.

## Concept
La croissance intensive repose sur une meilleure utilisation des facteurs de production préexistants. Elle est due à une hausse de la productivité des travailleurs ou une hausse de la productivité du capital, et ce grâce au progrès technique ou à une amélioration du management de la production. La croissance intensive ne fait pas recours à des facteurs de production supplémentaires.
La productivité d'un facteur de production est calculé par le ratio volume de la production/quantité de facteur utilisée.
Dans une économie, la croissance intensive est d'autant plus faible que la part des activités à faible gains de productivité est élevée.
La croissance en France durant les Trente Glorieuses a principalement été une croissance intensive. Elle s'est en effet basée sur l'exode rural (voir Exode rural en France) et sur une augmentation des qualifications. Toutefois, toute croissance économique est à la fois intensive et extensive, dans des proportions différentes.